# 山海关长城博物馆
山海关长城博物馆位于中华人民共和国河北省秦皇岛市山海关区第一关路中段:8，博物馆占地面积1.21公顷，其中陈列面积1247.52平方米:88（后为1600平方米:9）。展出有280余件（组）文物，主要展现山海关长城:9。博物馆同时是秦皇岛市爱国主义教育基地和青少年科普知识普及基地。目前博物馆已经撤展。

## 建设背景

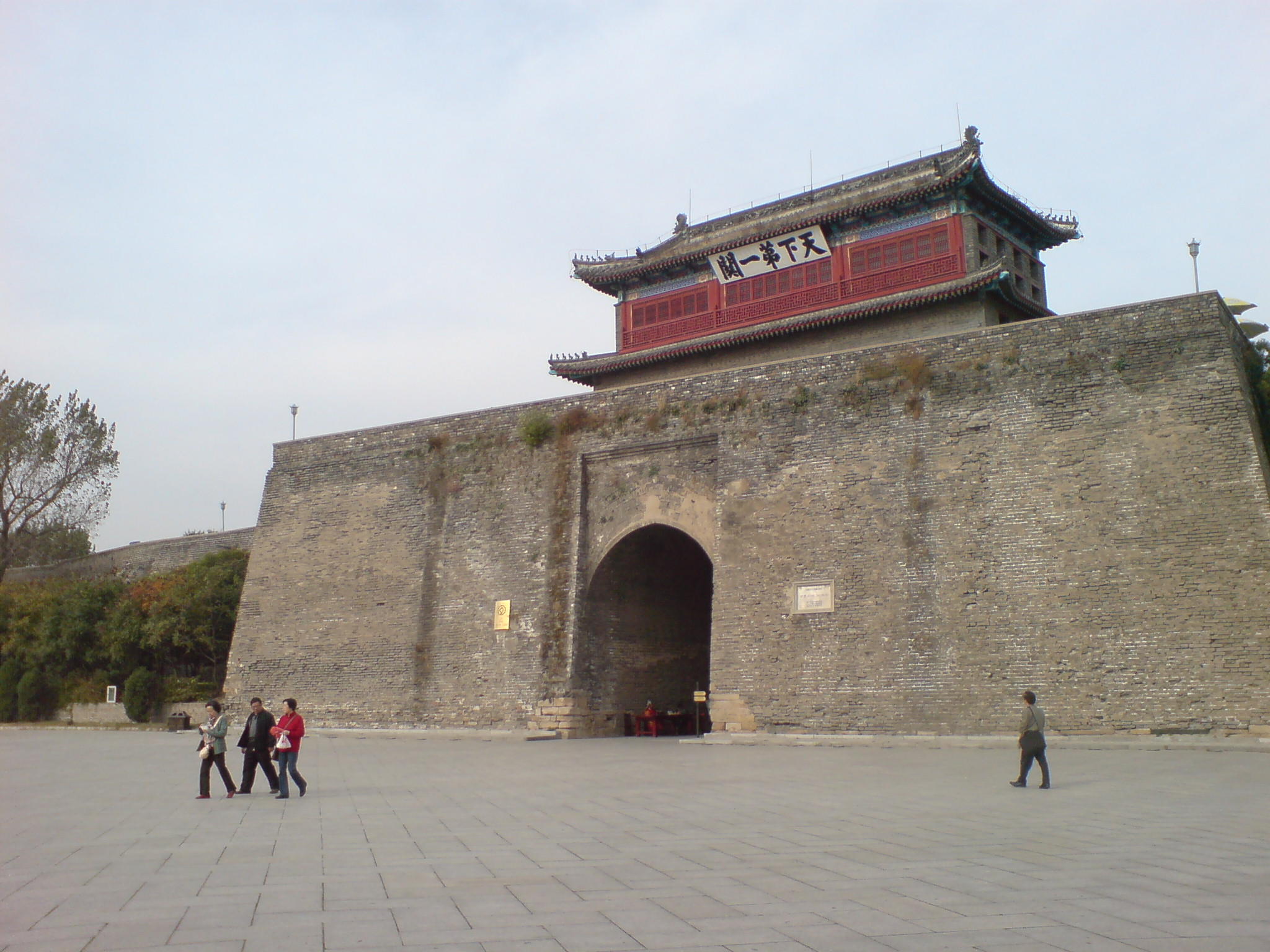
山海关关门（摄于2009年）

山海关或称渝关、榆关，位于燕山和渤海之间，有碣石道途径:5，最早筑关史可追溯至战国时期的燕长城:1-3。此后秦朝、北周和隋朝均在此修建关城，汉代于此置临榆县，南北朝时更名为临渝镇:8。隋代开始此处设有临榆宫，到唐高祖武德七年（624年）于此处修建了临榆关:22。山海关地区在辽金元三代名称分别为迁民县、迁州和迁民镇:2。明洪武十四年（1381年），徐达始以迁民镇为基础修山海关，此名得于关口周边有山有海:5-17。因其为明长城最东关隘，遂又获称为“天下第一关”:20。1961年，山海关成为全国重点文物保护单位，并于1987年作为长城的一部分被列入世界文化遗产:10。

## 建设和设计
山海关长城博物馆于1984年筹建:9，1989年建筑主体完工:8并于1991年7月1日开馆:9:88。2004年博物馆进行了改陈工作，2006年博物馆二期工程建设启动并于2007年10月开工，至2008年二期建成开放:9。山海关长城博物馆为仿明清风格的古典建筑:8，呈现出精致高雅的感觉:88。博物馆设6个展厅、8个展室以及专题陈列厅和影视厅:89。2023年8月山海关长城博物馆更名山海关中国长城博物馆并于同月撤展。

## 展厅

### 常设展厅
博物馆将280余件（组）文物以《华夏脊梁》的主题分布在6个展厅（展线为490米:9），各展厅主题分别为“中华瑰宝、世界奇迹”、“雄关漫道、龙首春秋”、“金戈铁马、烽火硝烟”、“名关风物、人文荟萃”和“爱我中华、修我长城”，每个展厅还分为多个单元:10。其中“中华瑰宝、世界奇迹”展示了中国历代长城的修筑情况和其典型代表，“雄关漫道、龙首春秋”展示山海关的建制沿革和军事防御体系，“金戈铁马、烽火硝烟”展示了长城的武装军备和围绕长城（尤其是山海关一带）的军事活动，“名关风物、人文荟萃”呈现山海关长城的文化脉络和人文风韵，“爱我中华、修我长城”展示中外政要在长城或围绕长城举办的各种活动:10。在各展厅陈列有12处长城景观模型，同时游客可以近距离体验古炮，馆内还播映有“劳动人民的智慧”和“孟姜女哭长城”的电视动画:13。在序厅内有一幅由清华大学魏晓明教授创作、高八米宽九米的青铜浮雕:15。展品还包括烧造于万历十二年（1584年）的城砖:16和秦始皇、汉武帝、徐达等人的塑像画像等:89。游客可于影视厅观看《长城》专题纪录片:137。

### 临时展厅
博物馆设一临时展厅，2021年7月29日，“行走长城”绘画作品巡回展开展，展出50余幅画作，画作用独特视角和精彩技艺表现了长城之美、长城精神和长城文化。2023年2月“创新放飞梦想，科技引领未来”中国流动科技馆巡展开展。展览以50件展品激发青少年的科学兴趣并感受科技带来的独特魅力。8月16日又举办“我们的中国梦 文化进万家暨长城是故乡书画展览”，该展览以长城国家文化公园建设为主题深刻体现了长城文化的魅力，同时阐释了长城精神的内涵。

## 对外交流
山海关长城博物馆自1991年开馆后举办或协办过“中国山海关甲申之战专题研讨会”、“榆关抗战暨冀东抗日游击战专题研讨会”、“国际山海关长城研讨会”、“中国山海关长城保护研讨会”等会议并写作学术专著、图册7部，同时参与和协助海内外传媒单位的拍摄:17。